# 仲村萌実
仲村 萌実（なかむら もえみ、1983年2月1日 - ）は、日本の女性声優。現在は引退。以前は東京俳優生活協同組合、アクロス エンタテインメント（2008年4月 - 2012年7月）に所属していた。大阪府出身。

## 出演作品

### テレビアニメ
- デュラララ!!（パン屋のお姉さん）
- 夢色パティシエール（女子生徒）

### ゲーム
- クロスブレイブ

### ドラマCD
- JIHAI〜磁海〜 Third World（ルビー）

### ラジオ
ラジオドラマ
- ラジオNIKKEI『ソーシャルメディアマーケター美咲』（遠藤美咲役）
- 東京FM『NISSAN あ、安部礼司〜BEYOND THE AVERAGE』（西久美子役）
- 東京FM『Listen! WONDERGROUND』（リン役）
- 東京FM『NISSAN あ、安部礼司〜BEYOND THE AVERAGE 放送４００回記念　安部魂（あべコン）～世界で一番長い生ラジオドラマチック・クリスマス！！』（西久美子役）（２０１３年１２月２２日、臨時災害放送局「かまいしさいがいエフエム」で放送）

### ナレーション
テレビ
- キミハブレイク（TBS）
- 超人列伝（TBS、2009年10月 -　）

WEB
- 美味しい世界遺産（goomo）

### テレビ
- 正直先生のエネルギー講座（青森テレビ、レギュラーレポーター）

### CM
- タカラトミー：リカちゃん人形（アリスちゃん）

### 舞台
- LAST SMILE（PRISMATICプロデュース公演）